# Хукканен, Рейо
Ре́йо Ю́хани Ху́кканен (фин. Reijo Juhani Hukkanen; 4 мая 1946, Оулу, Финляндия — 29 января 2024) — финский скульптор и художник, награждённый в 2012 году высшей государственной наградой Финляндии для деятелей искусства — медалью «Pro Finlandia» (2012).

## Биография
Родился 4 мая 1946 года в городе Оулу, в Финляндии.
Ранние работы художника созданы в стиле примитивизма (наивизма) и сюрреализма. В 1987 году награждён государственной премией в области живописи. В 1991 году избран в Финляндии Художником года.
Скончался 29 января 2024 года.

## Творчество
В 2010 году проект художника стал победителем открытого конкурса на оформление площади перед Домом музыки в Хельсинки. 28 августа 2012 года состоялось открытие композиции «Поющие деревья», включающей в себя 13-метровую поющую щуку (по мотивам стихотворения «Песня щуки» финского поэта Ааро Хеллакоски, написанном в 1928 году), высокие крышки рояля, поленницы дров и кусты ольхи, выполненные из алюминия и стали.